# Major Assé
Major Assé, de son vrai nom Asse Eloundou Patrice Major, est un humoriste, auteur, ⁣comédien, conteur et acteur camerounais.

## Biographie
Major Assé et Valery Ndongo animent le Stand Up Night Show, un rendez-vous humoristique du pays pendant une dizaine d'années.

### Spectacles
- Mon Blanc à moi[3]
- Eyemeyeme[1]
- Les aventures de Yossapina
- Koulou la tortue
- Avant de me rapatrier
- Je Suis Gigolo Et Mon Cœur Bat Pour toi
- Je suis noir et je n'aime pas le manioc

### Films
- 2014 : Fastlive de Thomas Nguijol[4].